# لامبر بریج (کارولینای شمالی)
لامبر بریج (به انگلیسی: Lumber Bridge) شهری در ایالت کارولینای شمالی کشور ایالات متحده آمریکا است که جمعیت آن در سرشماری سال ۲۰۱۰ میلادی، ۹۴ نفر بوده‌است.